# Annemarie von Puttkamer
Annemarie von Puttkamer, verheiratete Crome, auch: Anne-Marie Margarete Crome (* 8. Dezember 1891 in Ohlau, Provinz Schlesien; † 6. Mai 1983 in Pullach, Bayern) war eine deutsche Schriftstellerin und Übersetzerin.

## Leben
Sie stammte aus dem pommerschen Uradelsgeschlecht Puttkamer. Geboren wurde sie in der Kreisstadt Ohlau in der Provinz Schlesien, wo ihr Vater Bernhard von Puttkamer (1858–1941) Landrat war. Ihr Großvater war der preußische Staatsmann Robert Viktor von Puttkamer (1828–1900). Ihre jüngere Schwester Gerda Schlayer-von Puttkamer (1901–1953) wurde Ärztin und wirkte nach dem Zweiten Weltkrieg in der badischen Landespolitik.
Vor dem Ersten Weltkrieg studierte Annemarie von Puttkamer an der Universität München Philologie und Geschichte. Danach arbeitete sie im Verlagswesen und in der Presse. 1925 heiratete sie in Kopenhagen den dänischen Komponisten Fritz Crome (1879–1948); die Ehe wurde 1930 geschieden.
Sie veröffentlichte mehrere Romane und Erzählungen. Auch nach ihrer Heirat veröffentlichte sie weiterhin unter ihrem Mädchennamen von Puttkamer, gelegentlich mit dem Namenszusatz Crome. Daneben arbeitete sie als Übersetzerin.

## Werke (Auswahl)
- Die Schwestern. K. Wolff, München 1923. (Roman)
- Das werdende Licht. K. Wolff, Berlin 1934. (Erzählung)
- Zwischen den Feuern. Werkbund-Verlag, Würzburg 1940. (Roman)
- Meines Vaters Söhne. Salzer, Heilbronn 1969. (Roman)